# Xã Mahomet, Quận Champaign, Illinois
Xã Mahomet (tiếng Anh: Mahomet Township) là một xã thuộc quận Champaign, tiểu bang Illinois, Hoa Kỳ. Năm 2010, dân số của xã này là 12.623 người.